# Microtropesa obtusa
Microtropesa obtusa är en tvåvingeart som beskrevs av Walker 1853. Microtropesa obtusa ingår i släktet Microtropesa och familjen parasitflugor. Inga underarter finns listade i Catalogue of Life.